# Good Times (Ghali)
Good Times è un singolo del rapper italiano Ghali, pubblicato il 3 aprile 2020 come terzo estratto dal secondo album in studio DNA.

## Descrizione
Prodotto da Merk & Kremont, il brano si discosta dalle precedenti pubblicazioni del rapper a causa delle sonorità maggiormente pop ed orecchiabili, con influenze dance e funk.

## Promozione
Nel periodo antecedente all'uscita di DNA, Ghali ha presentato Good Times per la prima volta dal vivo durante la sua apparizione al Festival di Sanremo 2020, manifestazione alla quale ha presenziato in qualità di ospite speciale. Intorno allo stesso periodo il brano è stato utilizzato anche come colonna sonora per lo spot della BMW Serie 1.
Verso la fine di febbraio 2020 il brano ha debuttato in vetta alla Top Singoli, seguito dal singolo Boogieman. Grazie a tale successo, combinato ai risultati ottenuti sulle piattaforme di streaming Spotify e Apple Music, il brano è stato mandato in rotazione radiofonica a partire dal 3 aprile successivo. Al termine dell'anno è risultato il brano italiano più trasmesso dalle radio, nonché il 5º in generale.

## Video musicale
Il 25 marzo 2020 Ghali ha pubblicato il videoclip attraverso il proprio canale YouTube. Diretto da Giulio Rosati, esso è stato realizzato attraverso la registrazione di alcune dirette da lui tenute su Instagram, dove ha chiamato alcuni fan per invitarli a cantare parti del brano.

## Formazione
- Ghali – voce
- Merk & Kremont – produzione
- Alessio Buso – registrazione
- Gigi Barocco – missaggio, mastering

## Classifiche

### Classifiche settimanali
| Classifica (2020) | Posizione massima |
| ----------------- | ----------------- |
| Italia            | 1                 |

### Classifiche di fine anno
| Classifica (2020) | Posizione |
| ----------------- | --------- |
| Italia            | 5         |